# Saint-Sorlin-de-Vienne
Saint-Sorlin-de-Vienne è un comune francese di 828 abitanti situato nel dipartimento dell'Isère della regione dell'Alvernia-Rodano-Alpi.

## Società

### Evoluzione demografica
Abitanti censiti